# Fringillaria
Fringillaria är ett fågelsläkte i familjen fältsparvar inom ordningen tättingar. Arterna i släktet placeras vanligen i Emberiza, men tongivande taxonomiska auktoriteten Howard & Moore har valt att bryta upp detta i flera efter DNA-studier som visar att olika delar av släktet skildes åt för relativt länge sedan. Till Fringillaria förs alla afrikanska fältsparvar, inklusive bergsparven som förekommer österut till Indien. Howard & Moore erkänner åtta arter i släktet, men två av dessa delas vanligen i sin tur upp i två arter var:
- Brungumpad sparv (Fringillaria affinis) – oklar taxonomisk ställning, möjligen istället nära släkt med svarthuvad sparv, stäppsparv och tofssparv
- Svartkindad sparv (Fringillaria cabanisi)
- Guldbröstad sparv (Fringillaria flaviventris)
- Somaliasparv (Fringillaria poliopleura)
- Kapsparv (Fringillaria capensis)
- Karroosparv (Fringillaria impetuani)
- Granitsparv (Fringillaria socotrana)
- Bergsparv (Fringillaria striolata)
  - Hussparv (Fringillaria [s.] sahari) – behandlas oftast som egen art
- Zebrasparv (Fringillaria tahapisi)
  - Gråstrupig sparv (Fringillaria [t.] goslingi) – behandlas oftast som egen art